# Offshore-Windpark Thanet
Der Windpark Thanet ist ein Offshore-Windpark in der südwestlichen Nordsee vor der Mündung der Themse etwa zwölf Kilometer nordöstlich der Landspitze Foreness Point an der Küste von Thanet in der Grafschaft Kent in England. Zum Zeitpunkt seiner Betriebsaufnahme im September 2010 war er der größte Offshore-Windpark der Welt.

## Aufbau
Der Windpark besteht aus 100 Windenergieanlagen mit Windturbinen vom Typ Vestas V90-3.0 MW mit einem Rotordurchmesser von 90 m bei einer installierten elektrischen Leistung von je 3 MW, also insgesamt etwa 300 MW. Die 100 Windenergieanlagen (WEA) sind auf einer Fläche von etwa 35 km² verteilt. Die Nordsee hat an dieser Stelle eine Wassertiefe von etwa 20 bis 25 m.
Die gewonnene elektrische Energie wird auf einer in der See installierten Umspannplattform von einer Spannung von 33 kV am Ausgang der Windkraftanlagen auf 132 kV hochtransformiert. Über zwei Seekabel wird diese höhere Spannung zu einer Umspannstation an Land geleitet, die beim 1996 stillgelegten Kraftwerk Richborough Power Station (51° 18′ 37,4″ N, 1° 20′ 44,7″ O) auf dem Gelände des ehemaligen Militärhafens Richborough Port nahe Sandwich steht, wo die Einspeisung in das überregionale Stromnetz erfolgt.

## Geschichte
Der Windpark North Hoyle gehört zur „Runde 2“ des Entwicklungsprogramms für Offshore-Windparks des Crown Estate, die Anfang 2004 begann.
Der Windpark wurde von Thanet Offshore Wind Ltd, einer Projektgesellschaft der Warwick Energy Ltd entwickelt. Warwick gab das Projekt an den Hedgefonds Christofferson, Robb & Co., der das Projekt wiederum 2008 an Vattenfall UK verkaufte.
Am 22. September 2010 wurde der Windpark im Beisein des britischen Energieministers Chris Huhne offiziell eingeweiht. Er löste damit den Windpark Horns Rev II als leistungsstärksten Offshore-Windpark der Welt ab. Fälschlich wurde er in den Medien anlässlich der Eröffnung häufig als „größter Windpark der Welt“ bezeichnet; er war aber tatsächlich zum Zeitpunkt seiner Betriebsaufnahme nur der größte Offshore-Windpark der Welt (siehe auch Liste der Offshore-Windparks).